# アカシア/Gravity
「アカシア/Gravity」（アカシア/グラヴィティ）は、BUMP OF CHICKENの26枚目のシングル。2020年11月4日にトイズファクトリーからリリースされた。

## 概要
2020年9月に直井が音楽活動の休止を発表してからは初のリリース作品である。ライブ映像作品『BUMP OF CHICKEN TOUR 2019 aurora ark TOKYO DOME』と同時発売。CDシングルのリリースは『話がしたいよ/シリウス/Spica』より約2年ぶりとなる。リリースに先駆け、「Gravity」は2020年9月10日より、「アカシア」は9月30日より配信限定シングルとしてそれぞれ先行配信された 。
直井の休止前にレコーディングは完了していたため、2曲とも直井のレコーディング音源が使用されている。
本作には通常盤は存在せず、「アカシア盤」と「Gravity盤」の2形態で発売される。「アカシア盤」には『ポケットモンスター』スペシャルミュージックビデオ『GOTCHA!』のフルバージョン、「Gravity盤」には2019年に行われた全国ツアー「aurora ark」のZepp Osaka Bayside公演より5曲の映像を収録したDVDがそれぞれ付属する。
2023年6月現在、「アカシア」のMV（ポケモンスペシャルMV『GOTCHA!』）の再生回数は7000万回、アートトラックの再生回数は5500万回を超えている。
2023年10月、「アカシア」が自身2曲目となるストリーミング累計再生数1億回を突破した。

## チャート成績
2020年11月16日付オリコン週間シングルチャートでは9.2万枚を売り上げ初登場2位を獲得。また、CD売上・ダウンロード数・ストリーミング数を合算した「合算シングルチャート」では初登場3位を記録した。

### 認定と売上
※ダウンロード、ストリーミングはいずれも「アカシア」。
|                                | 認定 (RIAJ) | 売上/再生回数       |
| ------------------------------ | ----------- | ------------------- |
| フィジカルCD                   | ゴールド    | 111,000 枚          |
| ダウンロード                   | 未公表      | 124,000 DL          |
| ストリーミング                 | プラチナ    | 100,000,000* 回再生 |
| *認定のみに基づく売上/再生回数 |             |                     |

## 収録曲

### アカシア盤
1. アカシア (4:23)
作詞・作曲：藤原基央 / 編曲：BUMP OF CHICKEN
『ポケットモンスター』スペシャルミュージックビデオ『GOTCHA!』テーマソング。
かつてBUMP OF CHICKENがオープニングを提供したテレビアニメ『血界戦線』や、テーマソング「新世界」を提供したロッテ創業70周年記念スペシャルアニメ「ベイビーアイラブユーだぜ」などを手がけたアニメーション演出家・松本理恵が監督を務めている。
2022年に行われたライブ『Silver Jubilee』幕張メッセ公演で1曲目としてライブ初披露された。その後も2022年、2023年のライブでは全公演1曲目で披露されている。なお、2023年のツアー「be there」では同曲のイントロがSEとして使用された。
2. Gravity (5:09)
作詞・作曲：藤原基央 / 編曲：BUMP OF CHICKEN
東宝系アニメーション映画『思い、思われ、ふり、ふられ』主題歌。
発売から2年半後に行われた「BUMP OF CHICKEN TOUR 2023 be there」東京公演でライブ初披露された。

付属DVD
- ポケモンスペシャルミュージックビデオ「GOTCHA！」

再生後、ホーム画面を20分間放置することで隠しメニューが出現する。それを押すと今作の隠しトラックである「鋼鉄のバロング」のPVを見ることができる。

### Gravity盤
1. Gravity (5:12)
2. アカシア (4:19)
3曲目には無音トラックが収録されており、しばらく再生すると隠しトラックである「鋼鉄のバロング」を聴く事が出来る。

付属DVD
- 『BUMP OF CHICKEN TOUR 2019 aurora ark Zepp Osaka Bayside』より

1. シリウス
2. 車輪の唄
3. ダンデライオン
4. リボン
5. ガラスのブルース

「Gravity盤」付属のDVDには隠し映像は収録されていない。